# 启明创投
启明创投（英語：Qiming Venture Partners）是一家总部位于中国的风险投资公司。

## 历史
成立于2006年，公司自成立以来投资了小米、美团、Bilibili等科技公司。該公司也是小米、美团、哔哩哔哩等公司的早期投資者。